# Elkalyce nebulosa
Elkalyce nebulosa är en fjärilsart som beskrevs av John Henry Leech 1890. Elkalyce nebulosa ingår i släktet Elkalyce och familjen juvelvingar. Inga underarter finns listade i Catalogue of Life.